# Les Hogues
Les Hogues är en kommun i departementet Eure i regionen Normandie i norra Frankrike. Kommunen ligger i kantonen Lyons-la-Forêt som tillhör arrondissementet Les Andelys. År 2022 hade Les Hogues 685 invånare.

## Befolkningsutveckling
Antalet invånare i kommunen Les Hogues
Referens:INSEE

## Galleri

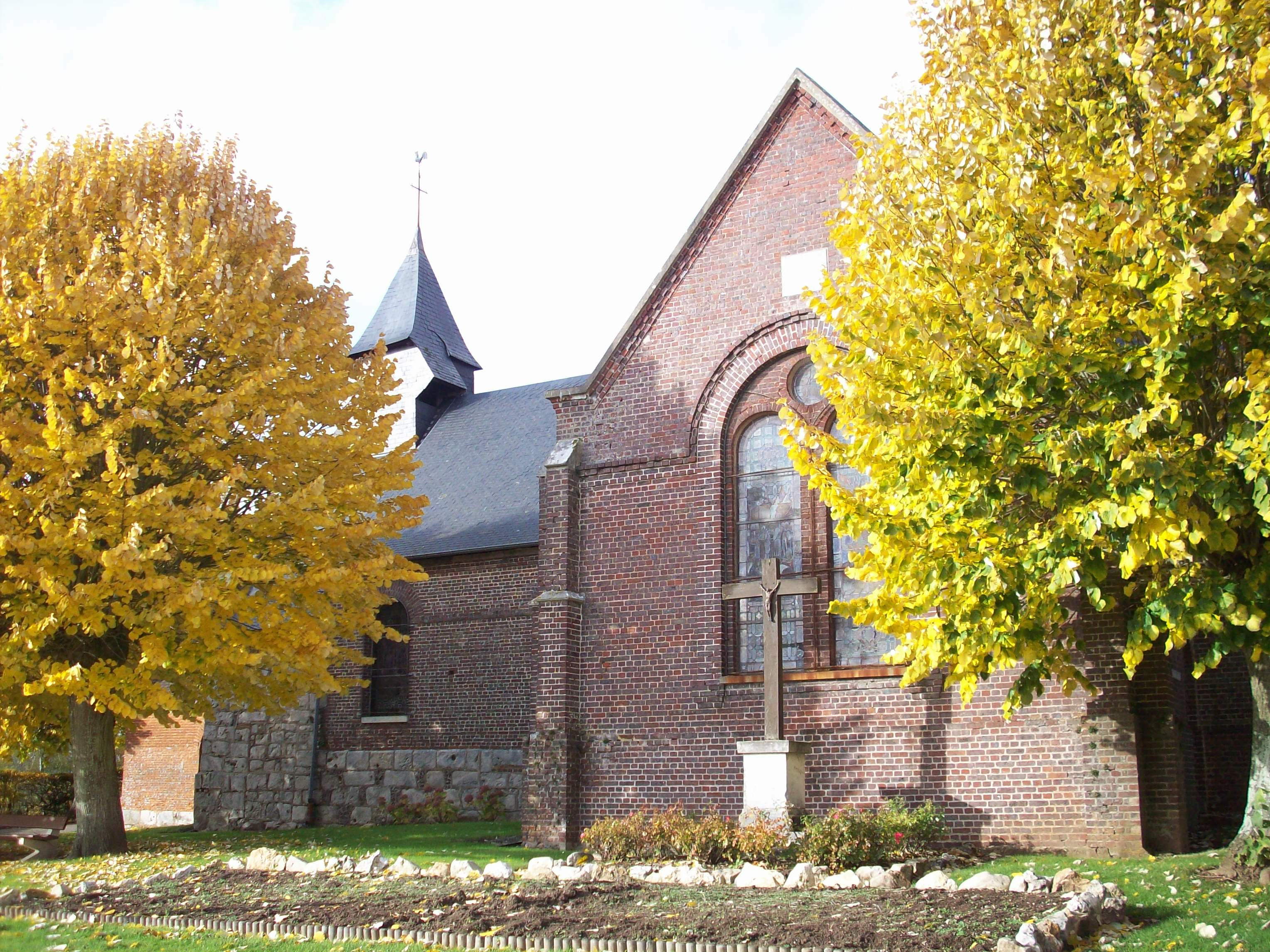
Kyrkan Saint-Mathurin
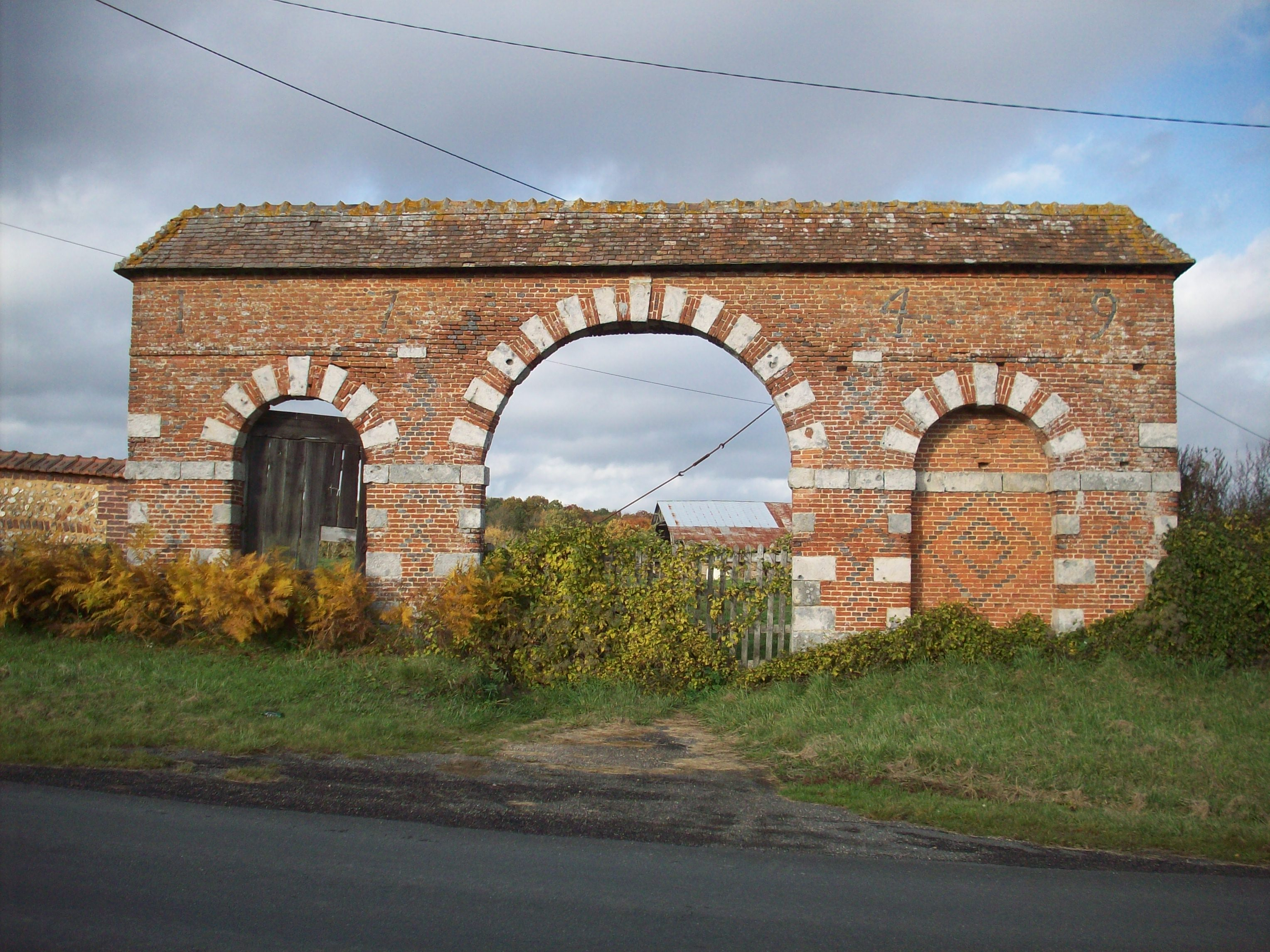
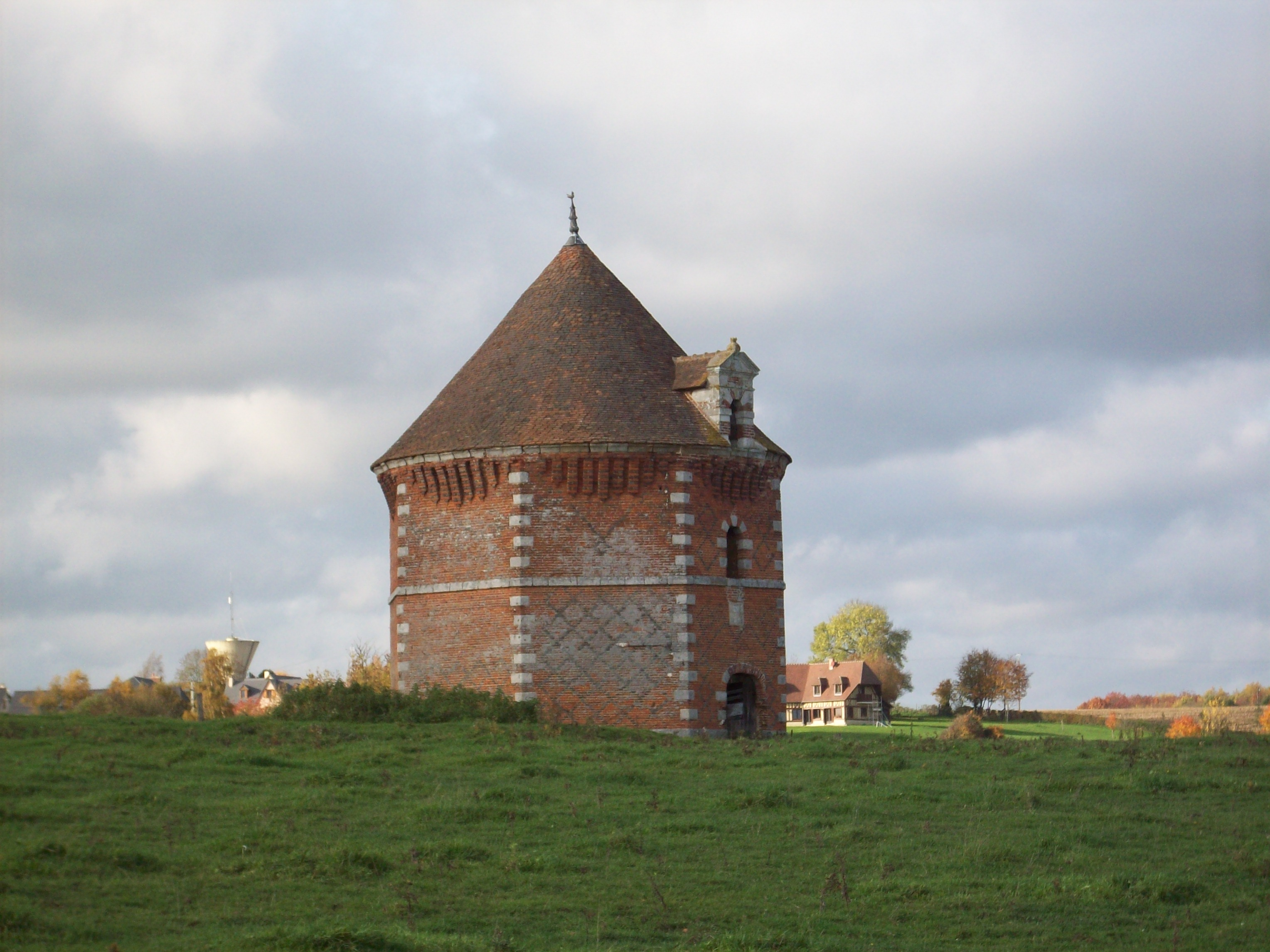